# Ricardo Enrique Bochini
Ricardo Enrique Bochini (Zárate, Argentina, el 25 de gener de 1954), conegut com a el bocha, és un exfutbolista professional argentí que va desenvolupar tota la seua carrera a l'Independiente, on és considerat un dels jugadors més emblemàtics. És un dels one-club men més coneguts. Va ser l'ídol futbolístic de Maradona durant la seua infància.
Amb Independiente va guanyar quatre lligues argentines i amb la selecció nacional va aixecar la Copa del món de 1986.

## Referències

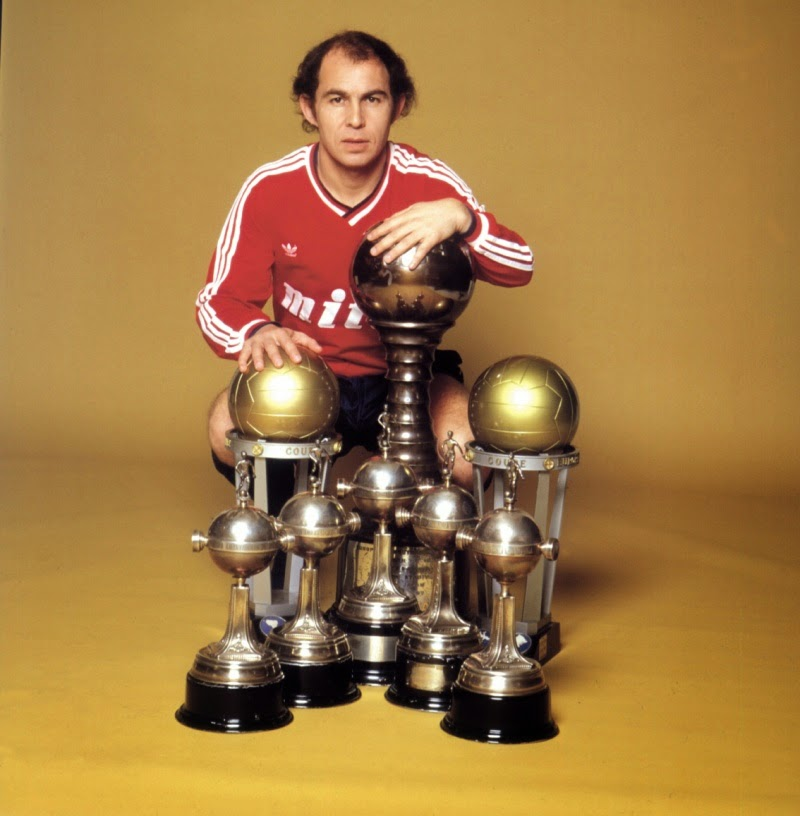
Bochini amb els trofeus guanyats a Independiente, el 1989.